# Габриелян, Гурген Бахшиевич
Гурге́н Бахши́евич (Борисович) Габриеля́н (1903—1956) — армянский советский актёр, театральный режиссёр и педагог.

## Биография

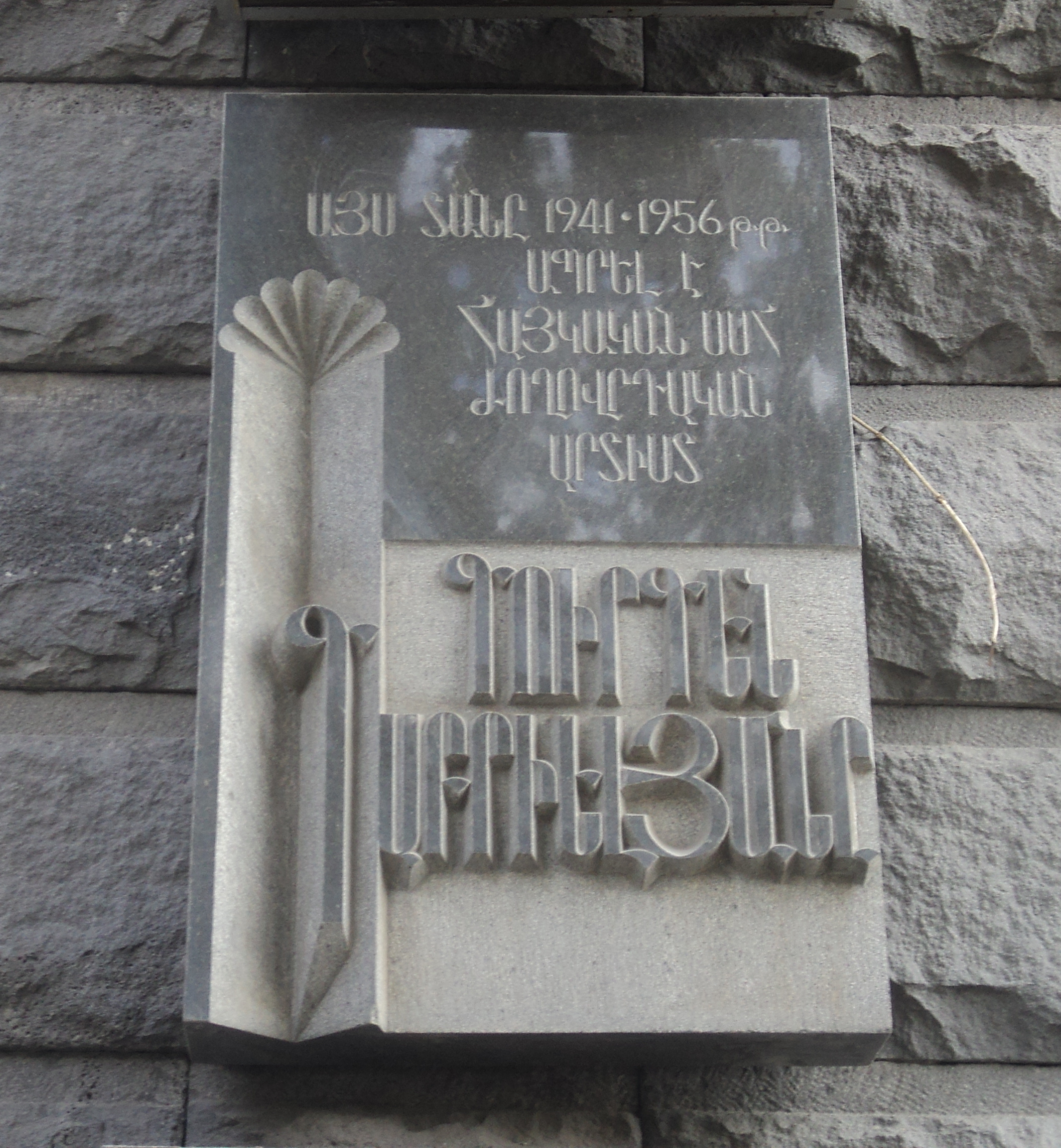
Мемориальная доска в Ереване

Родился 3 декабря 1903 года в Шуше (ныне Нагорный Карабах).
Учился в Армянской драматической студии при Доме армянского искусства (художественный руководитель А. С. Бурджалян). С 1924 года — актёр Государственного академического драматического театра имени Габриэла Сундукяна в Ереване. Занимался режиссёрской деятельностью, преподавал в Ереванском художественно-театральном институте, вёл мастерские по режиссуре и актёрскому мастерству. Снимался в кино начиная с 1934 года.
Умер 23 марта 1956 года в Ереване.

## Семья
Жена — актриса Анатолия Егян.

## Фильмография
- 1934 — Гикор — продавец цветов
- 1935 — Пэпо
- 1937 — Каро — Татул
- 1938 — Зангезур — Армен
- 1939 — Люди нашего колхоза — репортёр
- 1939 — Горный марш — гончар
- 1941 — Кровь за кровь (короткометражный) — режиссёр-постановщик
- 1949 — Девушка Араратской долины — Сако
- 1954 — Тайна горного озера — дед Асатур;
- 1954 — Мелочь — парикмахер
- 1955 — Золотой бычок — Наджарян
- 1956 — Тропою грома — проповедник;
- 1956 — Из-за чести — Аристакес Каринян

## Награды и премии
- Заслуженный артист Армянской ССР.
- Народный артист Армянской ССР (1950).
- Сталинская премия второй степени (1950) — за исполнение роли в спектакле «Эти звёзды наши» Г. А. Тер-Григоряна и Л. А. Карагезяна, поставленный на сцене АрмАДТ имени Г. М. Сундукяна.
- орден Красной Звезды (24.11.1945).